# Orgelbau Fasen
Orgelbau Hubert Fasen ist ein Unternehmen in Oberbettingen in der Eifel.

## Geschichte
Die Firma wurde 1994 von Hubert Fasen gegründet. Die Werkstatt befindet sich in der alten Dorfschmiede Fasen, die aus- und umgebaut wurde. Bekannt wurde das Unternehmen durch die Restaurierung der 1715 erbauten Orgel von Balthasar König in Niederehe. Die Barockorgel in der ehemaligen Klosterkirche gilt als die älteste in Rheinland-Pfalz. Des Weiteren wurde die König-Orgel in Beilstein sowie die große Barockorgel von Johann Christian Kleine in Reichshof Eckenhagen (1795) restauriert. Mittlerweile erstellt die Firma Fasen Orgelneubauten in der Eifel und dem Rheinland.

## Werkliste (Auswahl)
| Jahr      | Ort                                  | Kirche                         | Bild | Manuale | Register | Anmerkungen |
| --------- | ------------------------------------ | ------------------------------ | ---- | ------- | -------- | --- |
| 1995      | Ernzen                               | St. Markus                     |      | II/P    | 11       | Erweiterungsumbau einer Orgel von Veit (Paderborn, 1970) als Opus 1 |
| 1997      | Oberstadtfeld                        | St. Brigitta                   |      | II/P    | 16       | Prospekt unter Einbeziehung erhaltener neugotischer Reste der Sebald-Oehms-Orgel aus Butzweiler                                                                         |
| 1997–1998 | Niederehe                            | Klosterkirche                  |      | I/P     | 13       | Restaurierung der Orgel von Balthasar König (1715) |
| 1998      | Pronsfeld                            | St. Remigius                   |      | II/P    | 23       | Seitenspielige Brüstungsorgel |
| 2001      | Kall                                 | St. Hubertus                   |      | I/P     | 6        | |
| 2001–2002 | Beilstein                            | Karmeliterkirche St. Josef     |      | II/P    | 21       | Restaurierung der Balthasar-König-Orgel von 1738 → Orgel |
| 2003      | Nideggen                             | St. Johannes Baptist           |      | II/P    | 22       | |
| 2004–2005 | Heimersheim (Bad Neuenahr-Ahrweiler) | St. Mauritius                  |      | II/P    | 24       | |
| 2004      | Golbach                              | Maria-Hilf-Kapelle (Golbach)   |      | I/P     | 7        | |
| 2006      | Tondorf                              | St. Lambertus                  |      | II/P    | 14       | Hinter hist. Prospekt |
| 2005–2008 | Reichshof                            | Evangelische Kirche Eckenhagen |      | II/P    | 35       | Restaurierung/Rekonstruktion der Orgel von Johann Christian Kleine (1795)                                                                                               |
| 2008      | Waldbröl                             | Pfarrkirche St. Michael        |      | II/P    | 25       | Mit Schwellwerk |
| 2010      | Waldkönigen                          | Filialkirche St. Luzia         |      | II/P    | 10       | Wechselschleifen, 1 Extension → Orgel |
| 2011      | Zemmer                               | Pfarrkirche St. Remigius       |      | II/P    | 26       | Mit Schwellwerk, Verwendung von Pfeifenwerk der Klais-Vorgängerorgel → Orgel                                                                                            |
| 2012      | Kordel                               | Pfarrkirche St. Amandus        |      | III/P   | 33       | Renovierung, Erweiterung und Aufstellung der Conacher&Co-Orgel aus Pwllheli, Wales von 1914, mit Great, Swell, Choir und Cornett-Lade als Auxiliar (Fasen 2012) → Orgel |
| 2013      | Düsseldorf-Urdenbach                 | Evangelische Kirche            |      | II/P    | 22       | Rekonstruktion der Schöler-Orgel von 1754 → Orgel |
| 2014      | Buchholz (Boppard)                   | St. Sebastian (Buchholz)       |      | II/P    | 37       | Neubau mit Gebrauchtteilen |
| 2016      | Mainz-Lerchenberg                    | St. Franziskus                 |      | II/P    | 23       | |